# 秦厚修
秦厚修（1922年11月19日—2014年5月2日），字彤熙， 中華民國前國軍中校、公務員，中國國民黨黨員，為前中华民国总统馬英九之母。曾任臺灣石門水庫管理局組員、國防部總政治部中校統計官、中央銀行外匯局業務科主任。

## 生平
1922年农历十月初一，秦厚修出生湖南省宁乡县枫木桥乡双井村。祖父為清朝舉人，父亲秦承志，任職軍統局，曾為国民革命軍第11集团军机要师主任，1949年以後在臺灣出任警察廣播電臺主任秘書。母亲劉夢桃，為清末名將劉典的姪孫女。
1930年，秦承志帶秦厚修至長沙求學。1932年，秦厚修毕业于周南中学初中23班，生前任周南中学台湾校友会会长。1939年加入中國國民黨，1940年湖南省立長沙女中畢業。
1944年，至重慶就讀國民黨中央政治學校（今國立政治大學）統計科，同年8月20日與同校學長馬鶴凌結婚，之後陸續生下五個子女，依序為馬以南、馬乃西、馬冰如、馬英九、馬莉君。
1945年底，與其夫馬鶴凌赴台灣，負責接收工作。直到1947年，返回湖南。長女馬以南托給湖南寧鄉外婆家。
1948年，秦厚修在長沙生馬自東（後來到台灣才改名馬冰如），同年年底，第二次國共內戰爆發，與丈夫馬鶴凌、長女馬以南隨國軍部隊，由長沙撤退到廣東，經香港到達臺灣，留二女馬乃西、三女馬冰如被送到湖南衡山老家與其奶奶生活。因馬冰如未滿週歲，由奶媽帶大。
1949年中華民國政府戡亂失利，退出中國大陸，馬鶴凌夫婦移居香港九龍，等待機會要將馬鶴凌的母親、二女、三女從湖南接香港，到當時為了生計曾開過洗衣店、露天茶餐廳，秦也曾擔任荔園遊樂場售票員負責控制遊樂設施，月薪港幣300元。龍應台以同一時間錢穆在新亞書院教書的兩百塊月薪作比較，認為荔園待遇不錯。
1950年，透過關係，將馬鶴凌母親、次女馬乃西、三女馬冰如由湖南接到香港。同年7月13日，秦厚修在香港九龍油麻地廣華醫院產下獨子馬英九。
1952年隨著夫婿舉家再回臺灣，定居在臺北市萬華區。1954年進入國防部總政治部，直升中校統計官。1957年曾一度調到桃園石門水庫管理局。
2014年5月2日，因慢性肺部腫瘤併發呼吸衰竭，晚上18時16分在臺北木柵萬芳醫院病逝，享壽93歲。

## 喪禮
2014年5月5日，秦厚修在台北市第二殯儀館大殮、家祭及火化，馬英九與夫人周美青、女兒馬唯中、馬元中、馬家大姊馬以南、二姊馬乃西、三姊馬冰如及小妹馬莉君等親屬，齊聚送秦厚修最後一程。儘管馬家已周知不公祭不設靈堂，但是吳敦義、江宜樺、楊進添、曾永權、蔡得勝、郝龍斌等人皆到場祭拜。民主進步黨籍立法委員陳歐珀到場祭拜時，要求依照臺灣民間喪禮慣例提供淨水盆等，被媒體批評為鬧場。民進黨發言人嚴予譴責陳歐珀行為不當，即刻交由民進黨立法院黨團議處。

## 家族
- 父親：秦承志，曾任軍統局第三處處長，負責間諜、反動、暗殺等工作，隨國民黨撤退來臺，改任警察廣播電臺主任祕書、文刊總編輯[13]。
- 二妹：秦冰熙，現居湖南。[14]
- 三弟：秦燦石（1928年11月－2013年7月6日），棉花育種專家，中华人民共和国第七、八、九届全国人大代表。
- 四弟：秦效颇，現居北京。
- 同族：秦孝儀，馬英九稱他為娘舅[15]。
- 配偶：馬鶴凌（1920年11月9日－2005年11月1日），曾任行政院青輔會處長、國民黨考紀會副主任委員。
- 子女：
  - 馬以南（1945年－，出生於重慶市）
  - 馬乃西（1947年－，出生於台北市）
  - 馬冰如（1948年－，出生於湖南長沙）
  - 馬英九（1950年7月13日－，出生於香港九龍油麻地廣華醫院）— 中華民國第十二、十三任總統，2008年至2016年
  - 馬莉君（1952年－，出生於台北市）